# Quế Thanh
Quế Thanh (quế Thanh Hóa), còn gọi là quế Quỳ (Quỳ Châu, Quỳ Hợp Nghệ An) dù cây sinh trưởng tại hai địa phương này ít nhiều cũng có dị biệt, đôi khi còn có các tên gọi khác như quế Trà My, quế Trà Bồng (danh pháp hai phần: Cinnamomum loureiroi, là một loài cây thân gỗ với lá thường xanh, thuộc chi Quế (Cinnamomum), có nguồn gốc ở vùng Đông Nam Á đại lục và được biết đến như một loài quế nổi tiếng sản sinh từ một số tỉnh miền Trung Việt Nam đặc biệt là Thanh Hóa. Nó có quan hệ họ hàng gần gũi với nhục quế (quế Trung Quốc) (C. aromaticum) hơn là so với quế quan (quế Tích Lan) (C. verum), mặc dù cùng ở một chi với hai loài trên.

## Tên gọi
Trong các sách khoa học, dù phân loài thực vật hay dược liệu thì quế Thanh Hóa đều được xếp thành một loại riêng. Nhưng tên khoa học của nó thì cho đến nay chưa hoàn toàn nhất trí giữa các nhóm, các nhà khoa học như Nes (1838), Perrot, Eberhardt (1909), Chevalier (1919), Merril (1935). Nhóm nghiên cứu Nguyễn Tích, Trần Hợp của Việt Nam (1971) nghiêng về cách gọi của Leconte (1913) nhưng đoàn khảo sát rừng Thanh Hóa lại muốn chấp nhận cách gọi của Thorenli.
Người Pháp trước đây gọi cây quế này là Cannelier royal hay Cannelier d'Annam, tức quế ngự, quế tiến vua, hoặc quế Trung Kỳ An Nam.
Tên gọi khoa học ban đầu của quế Thanh là Cinnamomum loureirii, nhưng do nó được đặt theo tên của nhà thực vật học João de Loureiro, nên tên gọi này được ICBN coi là lỗi chính tả của tên gọi chính xác là loureiroi.

## Sản xuất và sử dụng

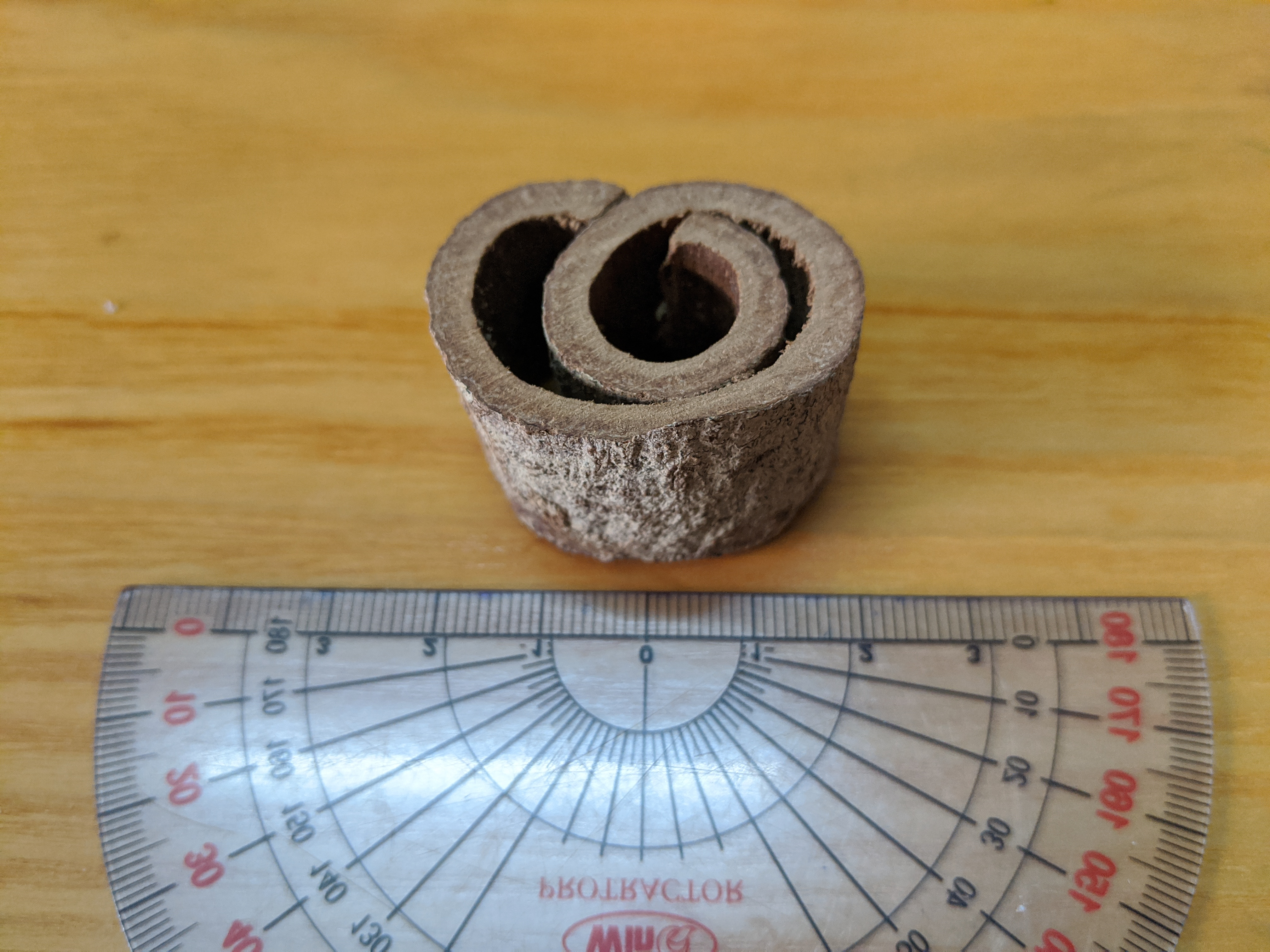
Vỏ quế Bắc Trà My, Quảng Nam.

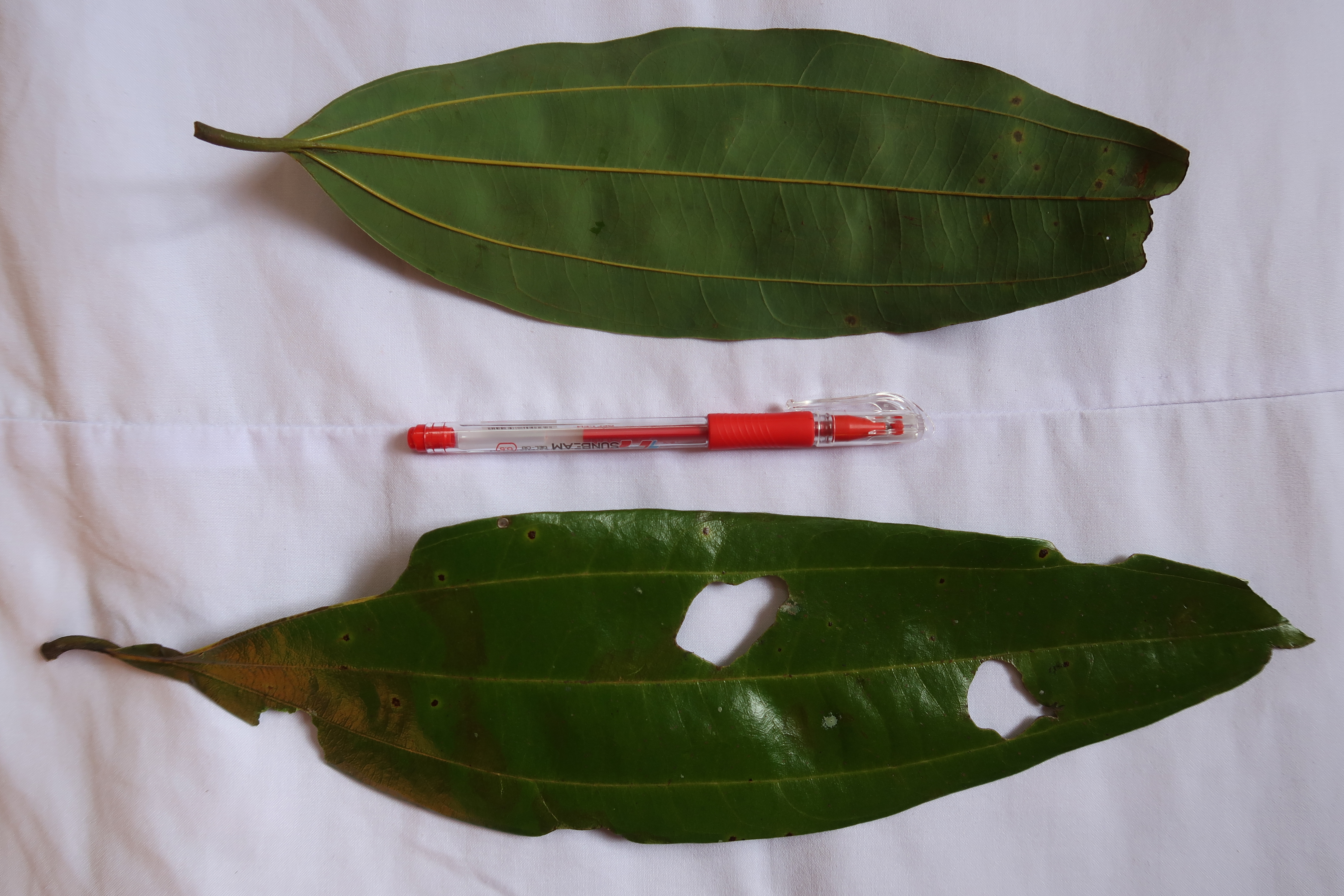
Lá cây quế ở Bắc Trà My, Quảng Nam

Quế Thanh được sản xuất chủ yếu ở miền Trung Việt Nam và vùng trung tâm của quế là ba châu Lang Chánh, Thường Xuân, Quan Hóa tỉnh Thanh Hóa theo sách sử xưa ghi lại. Quế Thanh được dùng trong y học như một trong những vị thuốc quan trọng chữa trị nhiều loại bệnh (quế đứng thứ ba trong "tứ đại danh dược" bao gồm sâm, nhung, quế, phụ), dùng chưng cất tinh dầu sử dụng trong hóa phẩm, mỹ phẩm; làm gia vị cho các món ăn. Có những cây quế Thanh phẩm chất thượng hạng như quế bạch (đun trong nước khiến nước trắng đục màu sữa) rất hiếm gặp, có giá trị gấp hàng trăm lần quế nơi khác. Bộ phận dùng của quế Thanh tương tự các loài quế khác, bao gồm vỏ (vỏ thân, vỏ rễ, vỏ cành), lá (thường dùng chưng cất tinh dầu), gỗ. Mùi thơm của quế Thanh gần tương tự như nhục quế Trung Quốc nhưng hương vị phức tạp và rõ ràng hơn.
Các thành phần của quế được sử dụng trong y học dưới các tên gọi như quế thông (vỏ quế nói chung); nhục quế (quế bóc ở thân hoặc cành to dày); quế tâm (vỏ đã cạo sạch lớp ngoài chỉ lấy lớp trong); quế chi (cành nhỏ), quế tiêm (cành nhọn hoắt đầu), quế đố (sâu bắt trong cây quế). Tuy nhiên, với riêng quế Thanh thì cách phân loại thường là 4 hạng bao gồm quế phiến thuộc hạng tốt nhất, thứ đến quế tâm thẻ tương đối nhỏ hơn, kế nữa là quế bao tức quế vụn và sau cùng quế nhọn là vỏ các cành nhỏ. Cây quế được thu hoạch sau 5 năm tuổi, nhưng cây 20-30 năm tuổi cho chất lượng quế tốt nhất. Vỏ quế bóc về không phơi mà cần ủ để gia tăng phẩm chất chứ không được phơi nắng. Kỹ thuật ủ phức tạp nhưng thường bao gồm các công đoạn ngâm nước, để ráo, cho vào sọt đậy kỹ buộc chặt ủ một thời gian cho quế chín rồi đem ra lại rửa, ép, để khô tự nhiên. Sau đó quế được quấn vải, cho vào ống kẽm hay hòm gỗ, bên dưới có mật ong để giữ độ ẩm tránh cho quế bị khô dầu, bảo đảm hương vị. Thậm chí khi cắt quế còn phải lấy sáp ong để bôi vào vết cắt.
Quế Thanh mọc hoang dại nhưng hiện đã được trồng ở quy mô công nghiệp tại nhiều số vùng miền Bắc và miền Trung Việt Nam, được sử dụng phổ biến cả nội địa lẫn xuất khẩu từ rất lâu đời. Cuộc chiến tranh Việt Nam đã làm gián đoạn việc sản xuất quế Thanh, nhưng kể từ đầu thế kỷ 21 thì Việt Nam đã phục hồi xuất khẩu loại gia vị này tới cả Hoa Kỳ, là nơi mà nó đã không có mặt trong khoảng 20 năm gần đây. Tại Hoa Kỳ quế Thanh được đánh giá cao hơn quế Trung Quốc, Indonesia, Sri Lanka.
Trong ẩm thực Việt Nam, quế (đặc biệt quế Thanh) là một thành phần quan trọng góp phần tạo nên hương vị nước dùng của nồi phở, bên cạnh các gia vị khác như hành khô nướng, gừng nướng, đinh hương, hoa hồi, thảo quả. Ngoài ra các món chả quế, thịt bò sốt vang, thịt kho tàu và nhiều loại bánh kẹo cũng thường dùng quế dạng miếng hay bột quế.

## Quế Thanh, Quế Quỳ
Tuy cùng phân loài nhưng theo địa phương, thổ nhưỡng, khí hậu, cách chăm sóc v.v. vẫn tạo nên dị biệt ít nhiều trong phẩm chất quế Thanh tại Thanh Hóa và quế Quỳ của Nghệ An. Dân gian vẫn từng ví "kể bì nhất Quỳ nhì Thanh, kể tinh anh nhất Thanh nhì Quỳ", theo đó quế Quỳ vỏ dày, xốp hơn quế Thanh và ít tinh dầu hơn. Cũng có quan điểm phân biệt quế vỏ dày là quế đực (ít dầu), quế vỏ mỏng là quế cái (nhiều dầu hơn)

## Quế Thường Xuân
Quế Thường Xuân, quế bạch, quế ngọc, quế ngọc châu Thường, quế châu Thường là các tên gọi của giống quế Thanh khai thác ở thuộc huyện Thường Xuân, tỉnh Thanh Hóa.
Sản phẩm vỏ quế Thường Xuân dài trên 50 cm, thường được phơi khô tự nhiên để cuộn tròn thành ống. Độ dày tiêu chuẩn: vỏ thân: 3,06 mm – 5,14 mm; lớp tinh dầu vỏ thân: 0,96 mm – 1,97 mm; vỏ cành: 1,28 mm – 3,62 mm; lớp tinh dầu vỏ cành: 0,41mm – 1,11 mm.
Bề mặt ngoài vỏ quế ít xù xì, màu nâu đến nâu xám, nhiều vết loang (bạch hoa). Bề mặt phía trong màu nâu hơi đỏ đến nâu sẫm, nhẵn, dễ bẻ gãy, mặt bẻ màu nâu đỏ, có ít sợi. Quế Thường Xuân có mùi thơm nồng rất đặc trưng. Khi cạo một lớp mỏng ở đầu thanh quế, nhìn thấy các lớp dầu, nếm có vị cay hơi chát, khi pha với nước có màu trắng đục. Tinh dầu của quế Thường Xuân có độ cay đặc trưng riêng, khi nếm thử cảm nhận vị cay mạnh nhưng không quá nồng, hậu vị ngọt the.
Các chỉ tiêu chất lượng của tinh dầu vỏ quế thân bao gồm: 
- Hàm lượng tinh dầu: 4,12 % đến 6,08 % v/w;
- Chỉ số khúc xạ: 1,5926 đến 1,5978 nD;
- Độ ẩm: 14,2 % đến 16,0 %;
- Tỷ trọng: 1,0192 đến 1,0219;
- Hàm lượng Aldehyt cinnamic: 80,92 % đến 91,22 % v/w.

Chỉ tiêu chất lượng của tinh dầu vỏ quế cành bao gồm: 
- Hàm lượng tinh dầu: 3,28 % đến 4,85 % v/w;
- Chỉ số khúc xạ: 1,5328 đến 1,5978;
- Độ ẩm: 13,2 % đến 15,2%;
- Tỷ trọng: 1,0104 đến 1,0182;
- Hàm lượng Aldehyt cinnamic: 72,12 % đến 83,11 % v/w.

Tháng 10 năm 2016, Cục Sở hữu trí tuệ Việt Nam đã cấp Giấy chứng nhận đăng ký chỉ dẫn địa lý số 00051 cho sản phẩm "quế Thường Xuân" đối với khu vực địa lý gồm các xã Vạn Xuân, xã Xuân Lẹ, xã Xuân Chính, xã Xuân Thắng, xã Xuân Lộc, xã Xuân Cẩm, xã Yên Nhân, xã Bát Mọt, xã Lương Sơn, xã Ngọc Phụng, xã Xuân Cao, xã Luận Khê, xã Xuân Thành, xã Luận Thành, xã Thọ Thanh, xã Xuân Dương, thị trấn Thường Xuân thuộc huyện Thường Xuân, tỉnh Thanh Hóa.